# Ха-ра-шо!
«Ха-ра-шо!» — дебютный студийный альбом украинского артиста Андрея Данилко, выступающего в образе Верки Сердючки. Альбом был выпущен в 2003 году на лейбле Mamamusic.

## Предыстория
Образ проводницы Верки Андрей Данилко придумал ещё в 1990-е годы, правда, в начале своего пути он и не думал делать из неё певицу, и вообще, она была одним из многих персонажей из его репертуара. Тем не менее, именно образ женщины в железнодорожной форме полюбился многим людям и стал у Данилко основным. Именно как Верка Сердючка он в 1997 году начинает вести своё ток-шоу «СВ-шоу» на украинском телевидении. В то же время Верка выпускает свою первую песню «Просто Вера», которая при поддержке лейбла Mamamusic начинает активно раскручиваться. Вскоре шоу начинает транслироваться уже и в России, что делает популярным полтавскую проводницу и там.
В 2001 году у Верки выходят синглы «Пирожок» и «Гоп-гоп», песни быстро становятся популярными и практически сразу становятся неотъемлемой частью любых застолий. Также в тот год Сердючка появляется в мюзикле «Вечера на хуторе близ Диканьки», в котором звучит песня «Горілка». В конце 2002 года Сердючка блистает в мюзикле «Золушка», где в образе Брунгильды совместно с «ВИА Грой» исполняет песню «Я не поняла».

## Релиз
| Оценки критиков | Оценки критиков |
| Источник        | Оценка          |
| --------------- | --------------- |
| Огонёк          | без оценки      |
| Miamusic        | 8/10            |

Наконец, в 2003 году выходит дебютный полноформатный студийный альбом Верки Сердючки, получивший название «Ха-ра-шо!». Скорее, это был сборник уже выпущенных ранее песен — туда вошли как относительно новые песни «Гоп-гоп» или «Я не поняла» (в альбоме представлена сольная версия), так и записанные ещё в конце 90-х песни «Я рождена для любви» (в новой аранжировке), «Контролёр» и «По чуть-чуть». Автором музыки и слов всех песен на альбоме является сам Андрей Данилко; песни «Горілка» и «Я не поняла» были написаны в соавторстве с Константином Меладзе, автором слов песни «Контролёр» стал Аркадий Гарцман.
В преддверии выхода альбома была выпущена новая песня «Всё будет хорошо», на которую Максим Паперник снял видеоклип. Песня стала большим хитом и фактически главной песней в карьере Сердючки.
В том же году альбом был переиздан, в новое издание была добавлена новая-старая песня «Абрикосы», которая была поставлена во главу трек-листа, также была изменён цвет обложки — она стала жёлто-зелёной, а не синей, как в первом издании.

## Коммерческий успех и награды
Альбом стал одним из самых популярных релизов на тот момент, в Украине альбом расходится тиражом 500 000 копий и даже удостаивается бриллиантовой сертификации. В России же продажи альбома переваливают за миллион, а по данным «Российского музыкального ежегодника», альбом становится самым продаваемым за 2003 год (примечательно, что списке сразу две версии альбома: оригинальная версия — на первом, переиздание — на десятом). В 2004 году альбом победил в номинации «Альбом года» на «премии Муз-ТВ», а также в категории «Альбом года исполнителя из ближнего зарубежья» на премии «Рекордъ». За песни «Гоп-гоп» и «Я не поняла» Сердючка получила премию «Золотой Граммофон».

## Список композиций
| №   | Название                   | Автор(ы)                           | Длительность |
| --- | -------------------------- | ---------------------------------- | ------------ |
| 1.  | «Абрикосы» (Первая версия) | Андрей Данилко                     | 4:15         |
| 2.  | «Всё будет хорошо»         | Андрей Данилко                     | 3:54         |
| 3.  | «А я только с мороза»      | Андрей Данилко                     | 3:46         |
| 4.  | «Горілка»                  | Андрей Данилко, Константин Меладзе | 2:53         |
| 5.  | «Гоп-Гоп»                  | Андрей Данилко                     | 3:14         |
| 6.  | «Люта бджілка»             | Андрей Данилко                     | 3:53         |
| 7.  | «Пирожок»                  | Андрей Данилко                     | 3:42         |
| 8.  | «Я рождена для любви»      | Андрей Данилко                     | 5:26         |
| 9.  | «Девочки»                  | Андрей Данилко                     | 5:06         |
| 10. | «Я не поняла»              | Андрей Данилко, Константин Меладзе | 3:48         |
| 11. | «Ты уволен»                | Андрей Данилко                     | 4:54         |
| 12. | «А метель метёт белая…»    | Андрей Данилко                     | 4:44         |
| 13. | «А я у гай ходила…»        | Андрей Данилко                     | 2:27         |

| №                   | Название            | Автор(ы)                        | Длительность |
| ------------------- | ------------------- | ------------------------------- | ------------ |
| 14.                 | «Контролёр»         | Аркадий Гарцман, Андрей Данилко | 3:42         |
| 15.                 | «По чуть-чуть»      | Андрей Данилко                  | 4:23         |
| Общая длительность: | Общая длительность: | Общая длительность:             | 59:23        |

## Сертификации и продажи
| Регион                                                       | Сертификация  | Продажи  |
| ------------------------------------------------------------ | ------------- | -------- |
| Украина (IFPI)                                               | Бриллиантовый | 500 000* |
| * Данные о продажах приведены только на основе сертификации. |               |          |

## Участники записи
| Музыканты - Андрей Данилко — вокал - Жан Болотов — клавишные (2, 3, 5-9, 12, 14, 15), бэк-вокал (6) - Руслан Квинта — клавишные (11), бэк-вокал (6) - Андрей Цистанов — клавишные (12, 13) - Сергей Добровольский — гитара (3, 8, 9) - Геннадий Дьяконов — гитара (12) - Владимир Копоть — труба (2, 5, 7) - Эдуард Коссе — баян (8, 11) - Наталья Гура — бэк-вокал (8, 9, 12) - Наталья Потапенко — бэк-вокал (7) - Радмила Щёголева — бэк-вокал (6) - Наталья Ребрик — бэк-вокал (2, 5) - Людмила Титаренко — бэк-вокал (2, 5) - Нина Мирвода — бэк-вокал (2, 5) | Технический персонал - Андрей Данилко — продюсирование (1-15) - Жан Болотов — продюсирование (1-3, 5-12, 14, 15), аранжировка и программирование (1-3, 5-9, 12, 14, 15) - Руслан Квинта — продюсирование, аранжировка и программирование (11) - Андрей Цистанов — продюсирование, аранжировка и программирование (13) - Константин Меладзе — продюсирование (4, 10) - Олег Барабаш — запись и сведение (1, 6-9, 12-15) - Сергей Добровольский — запись и сведение (2, 5, 11) - Владимир Бебешко — запись и сведение (3, 4, 10) - Юрий Лыч — мастеринг - Юрий Никитин — менеджмент - Алексей Степанов — фото Студии - Студия Mamamusic (1998—2003 гг.; Киев, Украина) — запись и сведение - Музыкальная биржа (1999—2002 гг.; Киев, Украина) — запись и сведение |

## В культуре
- В 2003 году группа «Красная плесень» выпустила пародийный альбом «Ат-лич-на!» в рамках своего проекта «Верка Смердючка»[13].